# Timbalive
Timbalive est un groupe de timba fondé à Miami (Floride, USA) en août 2008 sous l'égide de Léo Garcia (direction, timbales et chant),
Leur histoire débute en 2008 sous le nom de Timbalaye pour un concert hommage à Juan Formell et Los Van Van, "Hoy Como Ayer". 
Certains des musiciens ont collaboré avec de fameux artistes de la timba et de la salsa comme Celia Cruz, Oscar D'Leon, Marc Anthony, Willy Chirino, Albita Rodriguez, Isaac Delgado, Pablo FG, Manolín "El Médico de la salsa", Luis Enrique, Amaury Gutiérrez, Rey Ruiz, Carlos Manuel, Grupo Afrocuba, Clave y Guanguanco, ...
Le bongocero Miguel Garcia quitte Havana D’Primera pour retrouver son oncle Léo Garcia et s’installer à Miami en famille et rejoindre Timbalive.
En 2009, Timbalive enregistre leur premier disque From Miami a la habana sous la houlette de Bayron Ramos, le frère du chanteur Br@ly, et de Léo Garcia, avec des morceaux de leur composition mais aussi de Juan Formell et Amaury Gutiérrez.
L'album enregistré à Miami, en Espagne et à Cuba avec la participation de musiciens cubains vivant sur l'île et à l'étranger sort en novembre 2009.
Le titre "De Miami a la Habana" comporte des invités de marque : Gonzalo Rubalcaba (4 Grammy Awards à son actif), Isaac Delgado, Pedrito Calvo (Van Van), Mayito Rivera (Van Van), Manolin "El Medico de la salsa", Alexander Abreu, le chanteur de rap El Mola, Br@ily, Ivan "Melon" Lewis, Robertico Garcia et Norberto Rodriguez.
Le grand compositeur et chanteur Amaury Gutierrez s'unira à Timbalive et chante sur le titre "Enredado en tu pelo".
Depuis le lancement du disque, Timbalive s'est positionné dans les charts de la musique internationale, figurant dans le Top 10 des meilleures ventes de disques en Europe et en amérique Latine, il se positionnera 3ème dans le Top 150 latino.
En mars 2010, Timbalive sort un nouveau morceau, "Como Miami no hay na...", en réponse à la chanson de La Charanga Habanera "Gozando en La Habana". Ce titre figurera en titre bonus sur la réédition de From Miami a la habana
Pour leur 10ème anniversaire, Timbalive a sorti leur 5ème album, Consumelo, avec des invités prestigieux tels que Jose “Pepito” Gomez, Cesar “Pupy” Pedroso, Mayito Rivera, Isaac Delgado, Osain Del Monte ou encore Emilio Frias “El Niño”.

## Discographie
- 2009 : From Miami a la Habana

1. Dame Un Tin 4:37
2. De Miami A La Habana 5:29
3. El Dinero 4:23
4. Un Poquito Pa' despues 5:19
5. Enredado En Tu Pelo 5:19
6. Ave Maria Que Calor 4:37
7. Chirrin Chirran 4:10 (reprise de Los Van Van)
8. Zorra 4:05
9. Timba Pa' la Humanidad 4:51
10. Enredado En Tu Pelo (Timbalive Version) 5:19
11. De Miami A La Habana (Timbalive Version) 5:27
12. Como Miami No Hay Na' (bonus Track) 4:54

- 2011 : La Timba Pa to El Mundo

1. Llego MI Pasaporte 5:30
2. Tu Sabes Que Yo Se 4:59
3. Sopla Mi Trombon 4:41
4. Me Gustas Puchi 5:52
5. Mujer Buena Mujer Mala 4:24
6. Vive La Vida 6:14
7. Rarara 5:01
8. Se Quema Timbalive 4:44
9. Arriba Tu Gozas Mas 4:59
10. La Chica De Alto Voltage 4:13
11. Salsa Vitamina 4:29

Musiciens :
- Javier Concepcion (Piano)
- Edward Magdariaga (Basse)
- Leo Garcia (Batterie & timbales)
- Coky Garcia (Bongo, congas, cajon, djembe, darbouka)
- Miguel Ruiz (Guira, bongo)
- Bayron Ramos (Trombones)
- Boris Montercy (Chant)
- Yezi Gonazlez (Chant)
- Carlos Parra (Chant)

Invités :
- Mayito Rivera (Chant)
- Livan Mesa (Piano)
- Ahmed Barroso (Guitarre)
- Sonyasi Feldman (Chœurs)
- Sidney Silva (Percusions de candombé)
- Manuel Orza (Basse)

- 2013 : Con la Música Cubana No

1. No Cabe Duda 5:04
2. Conmigo No 5:16
3. Quimbombo 4:25
4. Tu Quieres Lo Que Quiero Yo (feat. Gino Latino DJ) 4:45
5. Ese Atrevimiento 5:54
6. Que Ganaria Yo 4:16
7. Lo Que Se da No Se Quita 5:04
8. Tu Eres La Candela 4:38
9. Dime Con Que? (Dicharachos) 5:02
10. Welcome Felicidad 4:05
11. Estoy Como Que Loco (2012) [feat. Ricky Melendez] 5:04

- 2016 : Gasolina de Avión

1. Todo Lo Que Tu Quieras 3:54
2. La Farandula de Miami (feat. "Los 4") 5:43
3. Me Gusta la Calle 4:20
4. Gasolina de Avion (feat. Descemer Bueno & Kola Loka Negue) 3:42
5. Amores Extraños 4:38
6. Baila Rumbero (feat. Maykel Fonts) 5:10
7. La Suegra 4:41
8. Duplicandote la Dosis (feat. Roberton "Van Van") 4:58
9. Sale Pa' la Pista 4:45
10. Llename de Besos 4:14
11. Welcome to Miami 4:16
12. Gasolina de Avion (Titre bonus) 1:13

- 2018 : Consumelo

1. Malisima
2. Que Situacion
3. En Mi Solar (feat. Mayito Rivera & Osain Del Monte)
4. What a Feeling (reprise d'Irene Cara)
5. Me Quiere la Otra (feat. Emilio “El niño” Frias)
6. Consumelo
7. La Cocina (feat. Dayan Carrera)
8. Calentando
9. Dejame Salir (feat. Issac Delgado)
10. Por Mala Cabeza
11. Mi Caramelito (feat. Jose “Pepito” Gomez)
12. Niño
13. Esta Es Mi Musica
14. Rumba (En Mi Solar) (feat. Osain Del Monte)

2021 : Se Botó pa la Calle (single)

## Membres
- Léo Garcia (Timbales/Batterie/Chant/Directeur Musical)
- Bayron Ramos (Trombone/Arrangements)
- Lalo Vazquez (Basse)
- Coky Garcia (Batterie,Congas)
- Boris Monterecy (Chant/Composition)
- Eylen Remon (Chant)
- Ailyn Dallera (Chant)
- Yosmel Garceran (Trombone)
- Julio Montalvo (Trombone)
- Yan Carlos Artime (Piano)
- David « Wichy » Lopez - Piano
- Edward Magdariaga - Basse
- Andres Padron - Congas
- Carlos Parra - Chant
- Yesi Gonzalez - Chant
- William Paredes - Trombone

## Récompenses
- 2010 : Album Revelacion de l'année, titre attribué FiestaCubana.net, site de référence de la salsa cubaine en France
- 2011 : Nominés aux prix Cubadisco (Meilleur album de "Musica Popular Cubana")